# Сан Бернардино (Верона)
Сан Бернардино је насеље у Италији у округу Верона, региону Венето.
Према процени из 2011. у насељу је живело 26 становника. Насеље се налази на надморској висини од 32 м.